# Official Gazette Bahamas
Die Official Gazette Bahamas (deutsch: Amtsblatt der Bahamas) ist das offizielle Gesetz- und Amtsblatt der Bahamas. Sie wird seit 1973 vom Cabinet Office in Nassau herausgegeben. Der Druck erfolgt durch das Government Printing Department während das Government Publications Office die Zeitung der Öffentlichkeit zugänglich macht. Vorläufer der heutigen Gazette war die zwischen 1894 und 1973 erschienene Official gazette Bahamas. Section 4 des Interpretation and General Clauses Act sieht die regelmäßige Veröffentlichung der Gazette vor, wobei sie zum einen dazu dient, die Bevölkerung über die Tätigkeit der Regierung zu informieren, zum anderen in Gesetzen und Verordnungen die Veröffentlichung in der Gazette häufig als Voraussetzung für das Inkrafttreten vorgeschrieben ist.

## Inhalt
Die Gazette unterteilt sich in fünf verschiedene Ausgaben. Der Hauptband (Official Gazette (Main)) erscheint einmal wöchentlich immer dienstags. Er enthält unter anderem Mitteilungen über Ernennungen, Versetzungen, Beförderungen und Rücktritte von Amtsträgern. Darüber hinaus werden hier die Ernennungen von Honorarkonsulen und Mitteilungen über Testamentseröffnungen veröffentlicht. Im Supplement Part I werden die durch das Parlament der Bahamas beschlossenen Gesetze veröffentlicht. Im Supplement Part II werden den Gesetzen nachgeordnete Rechtsvorschriften wie etwa Satzungen veröffentlicht. Das Supplement Part III - Trademark Journal enthält Mitteilungen über Markenanmeldungen und Urheberrechte. Die Supplements erscheinen bei Bedarf und werden dem jeweils aktuellen Hauptband angehängt. In der Extraordinary Gazette erscheinen sämtliche Rechtsvorschriften, deren Bekanntmachung besonders eilig ist. Aus diesem Grund erscheint diese Ausgabe täglich außer dienstags.